# 訃報 2009年4月
訃報 2009年4月（ふほう 2009ねん4がつ）では、2009年4月中に物故した、又は物故が報じられた人物についてまとめる。

## （1日 - 15日）

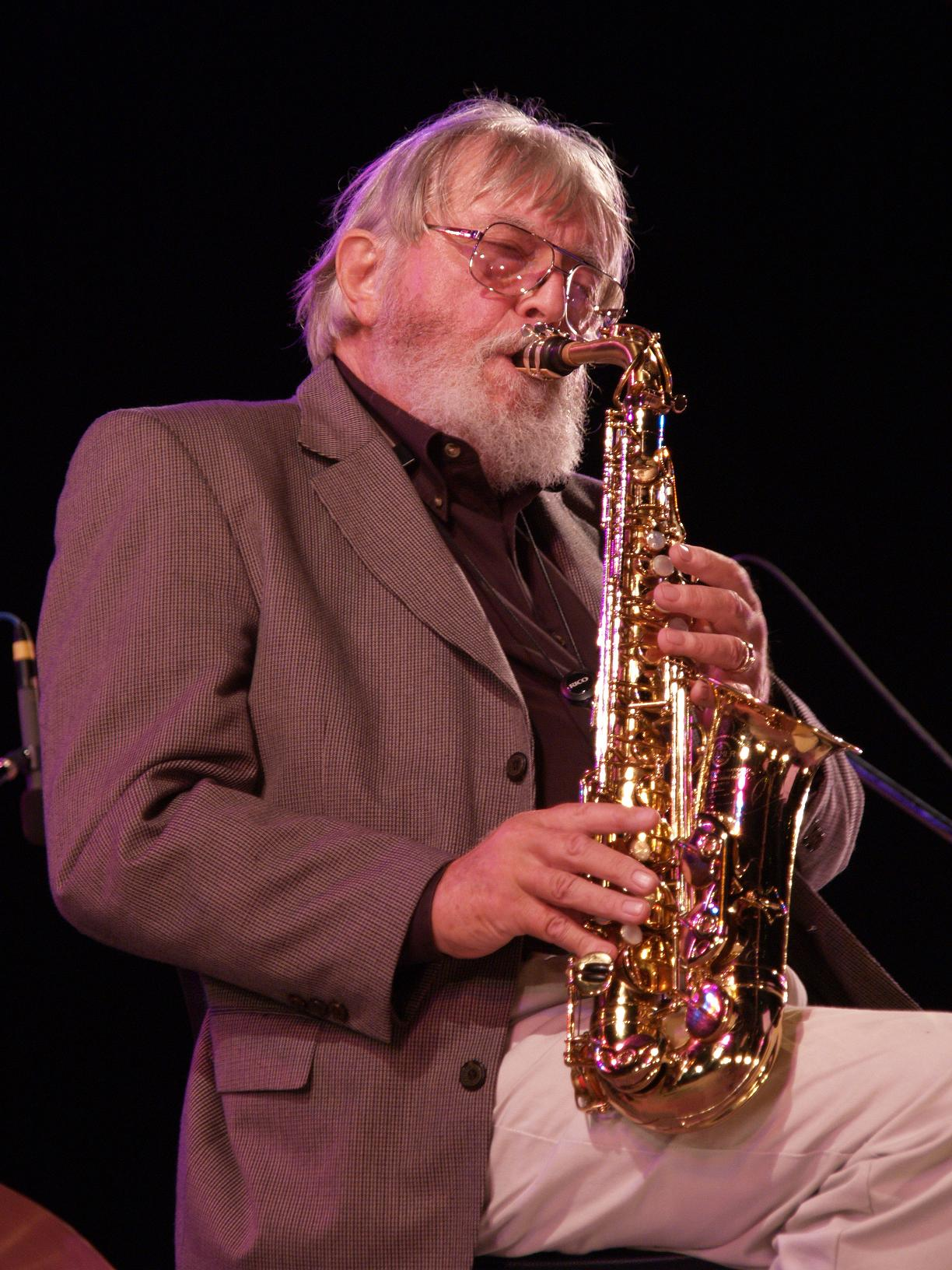
バド・シャンク／4月2日没

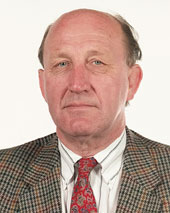
ニール・マコーミック／4月5日没

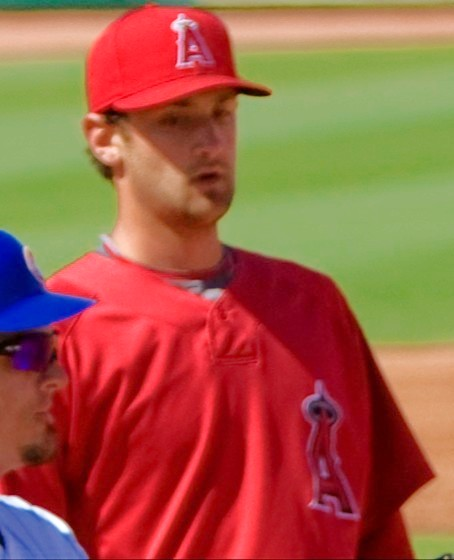
ニック・エイデンハート／4月9日没

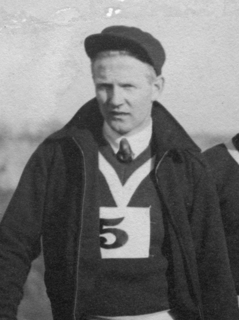
ハンス・クレッペン／4月12日没

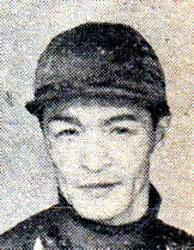
境勝太郎／4月12日没

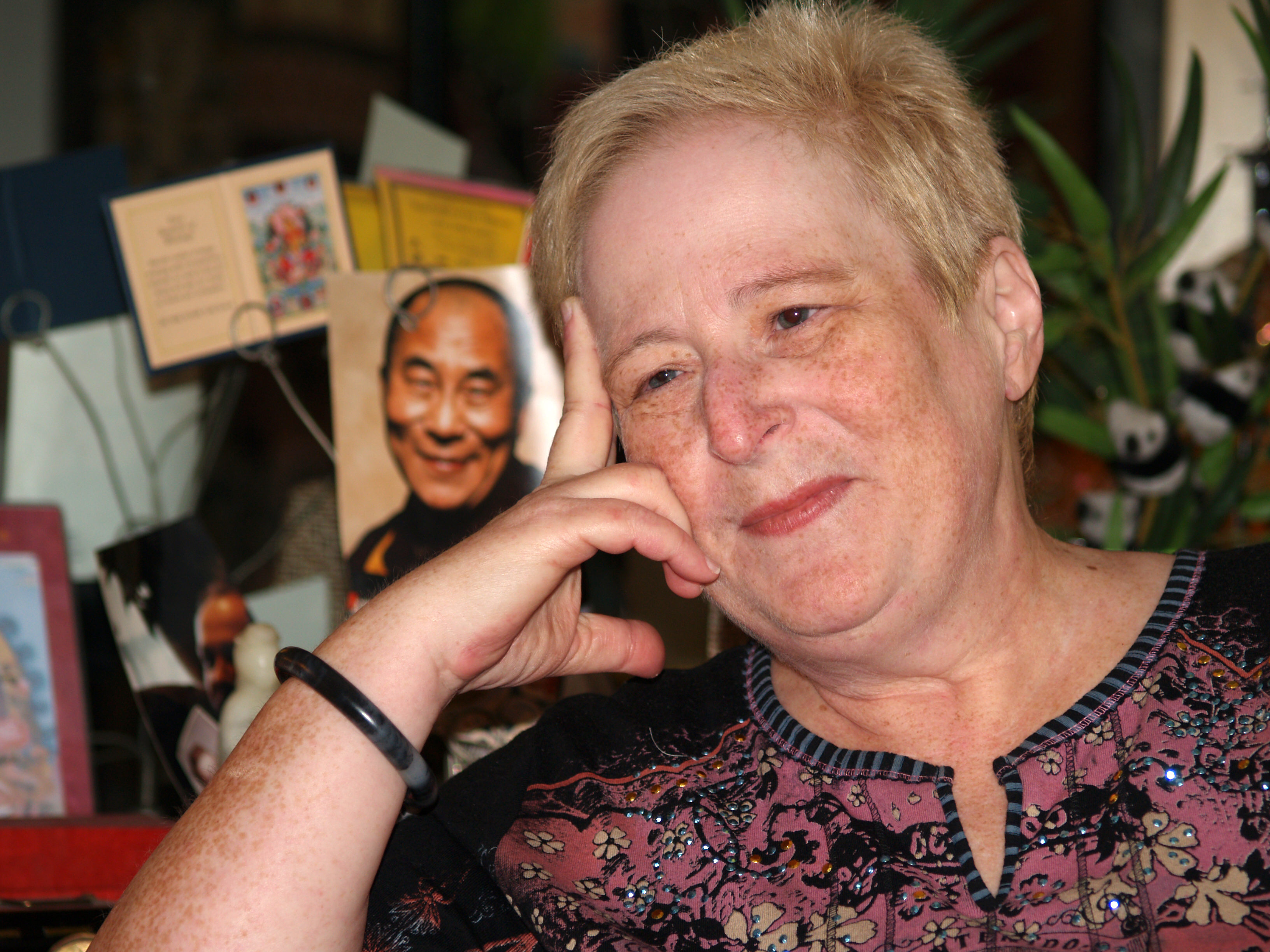
イヴ・セジウィック／4月12日没

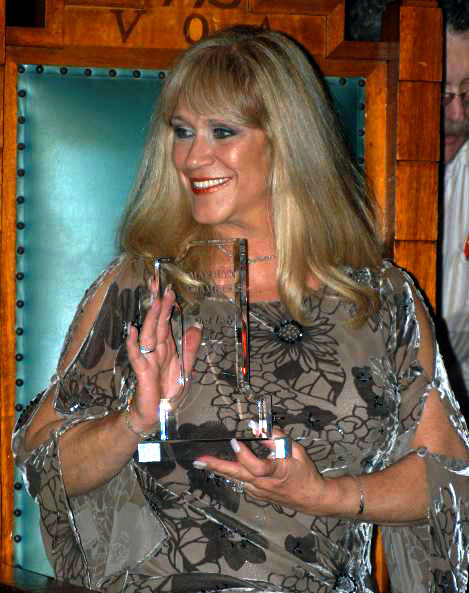
マリリン・チェンバース／4月12日没

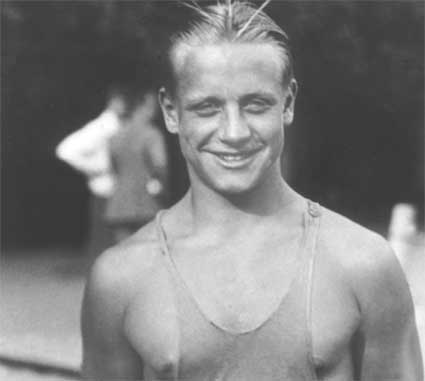
ビョルン・ボルグ／4月13日没

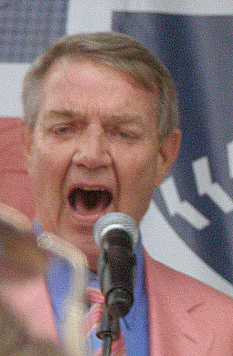
ハリー・カラス／4月13日没

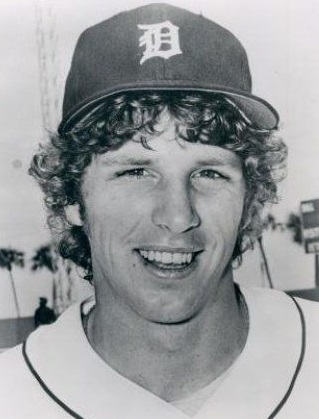
マーク・フィドリッチ／4月13日没

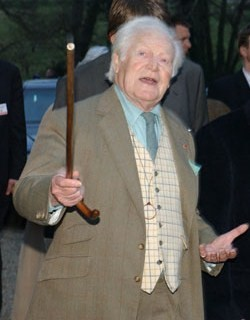
モーリス・ドリュオン／4月14日没

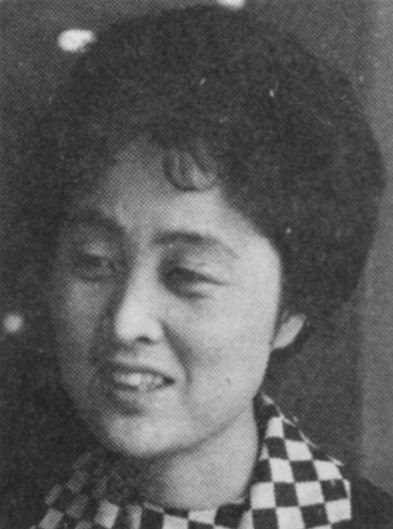
上坂冬子／4月14日没

- 4月1日 - 大田正樹、有機化学者、東京工業大学名誉教授（* 1913年）
- 4月1日 - アルネ・アンデルソン（Arne Andersson）、スウェーデンの元陸上選手（* 1917年）
- 4月1日 - グットルム・ハンセン（Guttorm Hansen）、ノルウェーの小説家（* 1920年）
- 4月1日 - ウンベルト・ベッティ（Umberto Betti）、ローマ教皇庁枢機卿（* 1922年）
- 4月1日 - ミゲル・アンヘル・スアレス（Miguel Ángel Suárez）、プエルトリコ出身のアメリカ合衆国の俳優（* 1939年）
- 4月2日 - 大藤真、医学者、元岡山大学学長（* 1918年）
- 4月2日 - ジャクリーヌ・ボードリエ（Jacqueline Baudrier）、フランスのジャーナリスト、元ラジオフランスPDG（* 1922年）
- 4月2日 - 榎並昭、建築学者（* 1926年）
- 4月2日 - バド・シャンク（Bud Shank）、アメリカ合衆国のアルトサクソフォーン奏者（* 1926年）
- 4月3日 - 高村勝治、アメリカ文学者、筑波大学名誉教授（* 1916年）
- 4月3日 - トーマス・ブレーデン（Thomas Braden）、アメリカ合衆国のジャーナリスト（* 1917年）
- 4月3日 - 蛯名信廣、日本の元競馬騎手、調教師【日本中央競馬会所属】（* 1952年）
- 4月3日 - アレクセイ・パルシチコフ（Alexei Parshchikov）、ウクライナの詩人（* 1954年）
- 4月4日 - アリ・クルト・バウムガルテン（Ali Kurt Baumgarten）、ドイツの画家（* 1914年）
- 4月4日 - イソルダ・クレスタ（Isolda Cresta）、ブラジルの俳優（* 1929年）
- 4月5日 - ニール・マコーミック（Neil MacCormick）、スコットランドの哲学者（* 1941年）
- 4月5日 - 近藤義郎、考古学者、岡山大学名誉教授（* 1923年）
- 4月6日 - J・M・S・ケアレス（J. M. S. Careless）、カナダの歴史家（* 1919年）
- 4月6日 - アブド・アブデル・アル、レバノンのミュージシャン（* 1925年）
- 4月6日 - マリア・トリニダッド・ペレス・デ・ミラベート・ミル（María Trinidad Pérez de Miravete Mille）、スペインの歌手（* 1947年）
- 4月6日 - 阿桑（阿桑）、中華民国の歌手（* 1975年）
- 4月6日 - ショーン・マッケイ（Shawn Mackay）、オーストラリアのラグビー選手（* 1982年）
- 4月7日 - 佐藤尚子、教育学者（* 1943年）
- 4月7日 - ジャック・ラングラー（Jack Wrangler）、アメリカ合衆国の俳優（* 1946年）
- 4月7日 - ジョビー・ダイカ、オーストラリアのプロフェッショナル自転車競技選手（* 1981年）
- 4月8日 - ピオトル・モラフスキ（Piotr Morawski）、ポーランドの登山家（* 1976年）
- 4月9日 - エルフリーデ・ゲルストル（Elfriede Gerstl）、オーストリアのエッセイスト（* 1932年）
- 4月9日 - 黒沢明、日本の作詞家、元ロス・プリモスリーダー（*1934年）
- 4月9日 - 後藤田圭博、医師、医療法人理事長（* 1938年）
- 4月9日 - ニック・エイデンハート、アメリカ合衆国メジャーリーグ・ロサンゼルス・エンゼルス・オブ・アナハイム投手（* 1986年）
- 4月10日 - ピエロ・フォルナチアリ（Piero Fornaciari）、イタリアのパルチザン（* 1918年）
- 4月10日 - 上原宏一、プロゴルファー（* 1947年）
- 4月11日 - 小林一郎、国文学者（* 1916年）
- 4月11日 - ルネ・モノリ（René Monory）、フランスの政治家、元元老院議長（* 1923年）
- 4月11日 - コリン・テジャード（Corín Tellado）、スペインの小説家（* 1927年）
- 4月11日 - 及川一夫、日本の政治家、元社会民主党参議院議員（* 1929年）
- 4月12日 - ハンス・クレッペン、ノルウェーのスキージャンプ選手（* 1907年）
- 4月12日 - 境勝太郎、日本の競馬評論家、元騎手、元調教師【日本中央競馬会所属】（* 1920年）
- 4月12日 - フランク・コスティガン（Frank Costigan）、オーストラリアの弁護士（* 1931年）
- 4月12日 - 閻懐礼（闫怀礼）、台湾の俳優、台湾国民党革命委員（* 1936年）
- 4月12日 - マイク・キーン（Mike Keen）、イングランドのサッカー選手、元サッカーイングランド代表、ワトフォードFC元監督（* 1940年）
- 4月12日 - 田中文雄、小説家、元映画プロデューサー（* 1941年）
- 4月12日 - イヴ・セジウィック、アメリカ合衆国の社会学者（* 1950年）
- 4月12日 - マリリン・チェンバース、アメリカ合衆国の元ポルノ女優（* 1952年）
- 4月13日 - 前田光嘉、日本の建設官僚、元建設事務次官（* 1916年）
- 4月13日 - ビョルン・ボルグ、スウェーデンの競泳選手（* 1919年）
- 4月13日 - 朱敏（朱敏）、中華人民共和国の実業家、中華人民共和国国家副主席：朱徳元帥の娘（* 1926年）
- 4月13日 - 高木徹、北海道大学名誉教授、元名古屋大学助教授（* 1928年）
- 4月12日 - アルフレッド・スウィフト（Alfred Swift）、南アフリカの自転車競技選手（* 1931年）
- 4月13日 - ハリー・カラス、アメリカ合衆国メジャーリーグ フィラデルフィア・フィリーズ専属スタジアムアナウンサー（* 1936年）
- 4月13日 - マーク・フィドリッチ、アメリカ合衆国メジャーリーグの野球選手（* 1954年）
- 4月13日 - 小松則幸、プロボクシングOPBF東洋太平洋フライ級元王者（* 1979年）
- 4月14日 - ゲルダ・ギルボ（Gerda Gilboe）、デンマークの女優（* 1914年）
- 4月14日 - モーリス・ドリュオン、フランスの小説家、アカデミー・フランセーズ席次30（* 1918年）
- 4月14日 - 岩﨑敏夫、理学者、東北大学名誉教授（* 1920年）
- 4月14日 - 上坂冬子、ノンフィクションライター（* 1930年）
- 4月14日 - ドミトリー・クリュコフ、ロシアの実業家（* 1960年）
- 4月15日 - ティサ・ラースロー（Tisza László）、ハンガリー出身のアメリカ合衆国の物理学者（* 1907年）
- 4月15日 - クレメント・フロイト（Clement Freud）、ジークムント・フロイトの孫、作家・アナウンサー・元庶民院代議士（* 1924年）
- 4月15日 - マーレ・ハーモン（Merle Harmon）、アメリカ合衆国メジャーリーグ テキサス・レンジャース専属スタジアムアナウンサー（* 1926年）
- 4月15日 - フランコ・アンブロジオ（Franco Ambrosio）、イタリアの実業家（* 1932年）
- 4月15日 - 濤川栄太、教育評論家（* 1943年）

## （16日 - 30日）

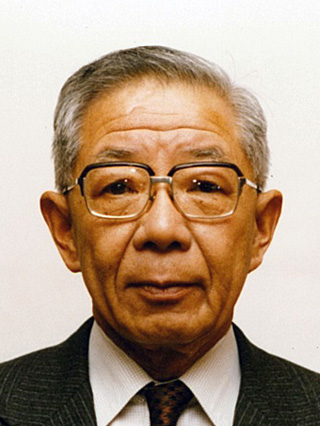
大内力／4月18日没

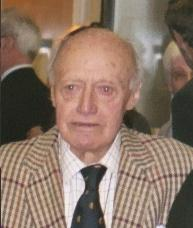
ジャック・カーディフ／4月22日没

中丸忠雄（前列右端）／4月23日没

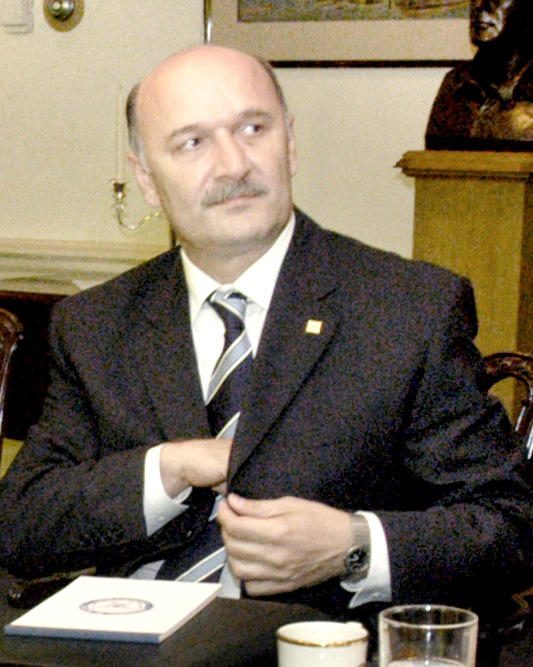
レヴァン・ミケラーゼ／4月26日没

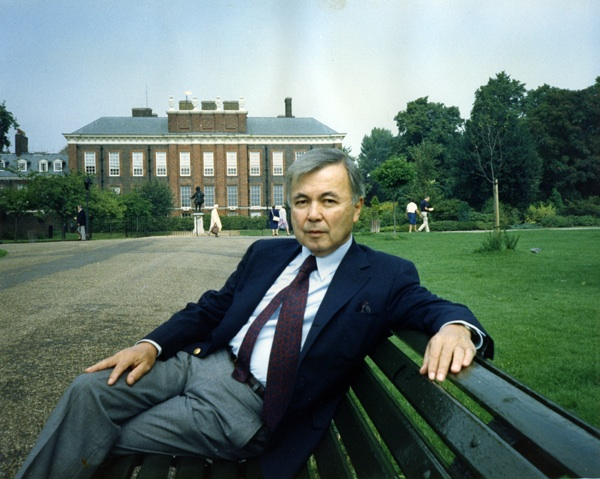
エドウィン・マクレラン／4月27日没

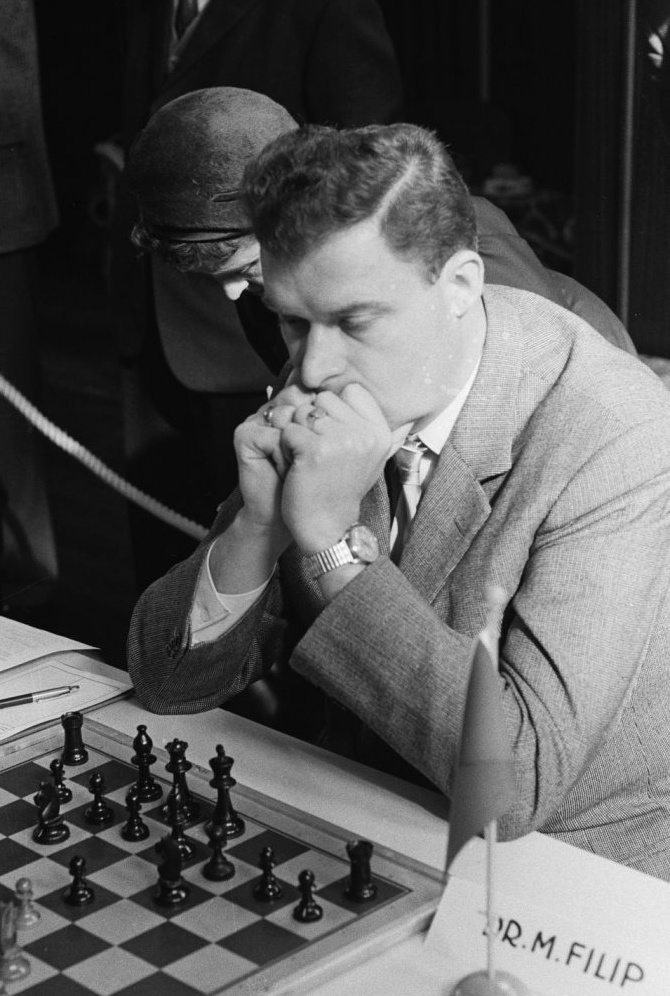
ミロスラヴ・フィリップ／4月27日没

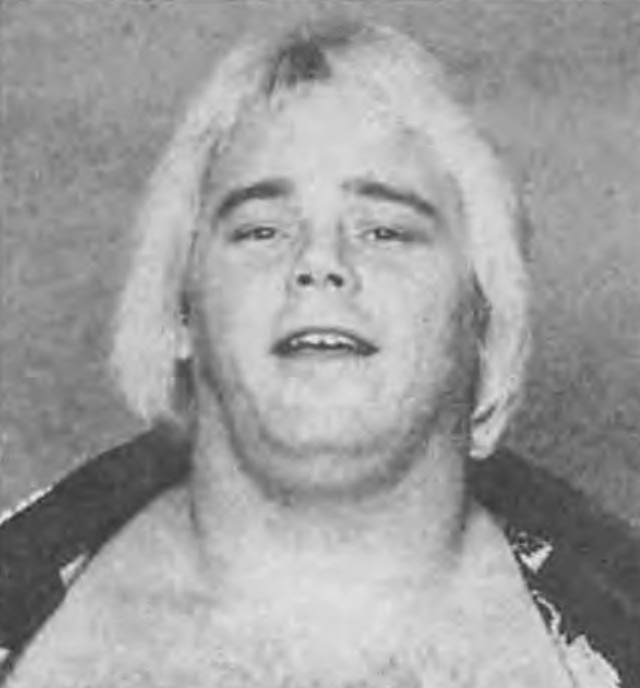
バディ・ローズ／4月28日没

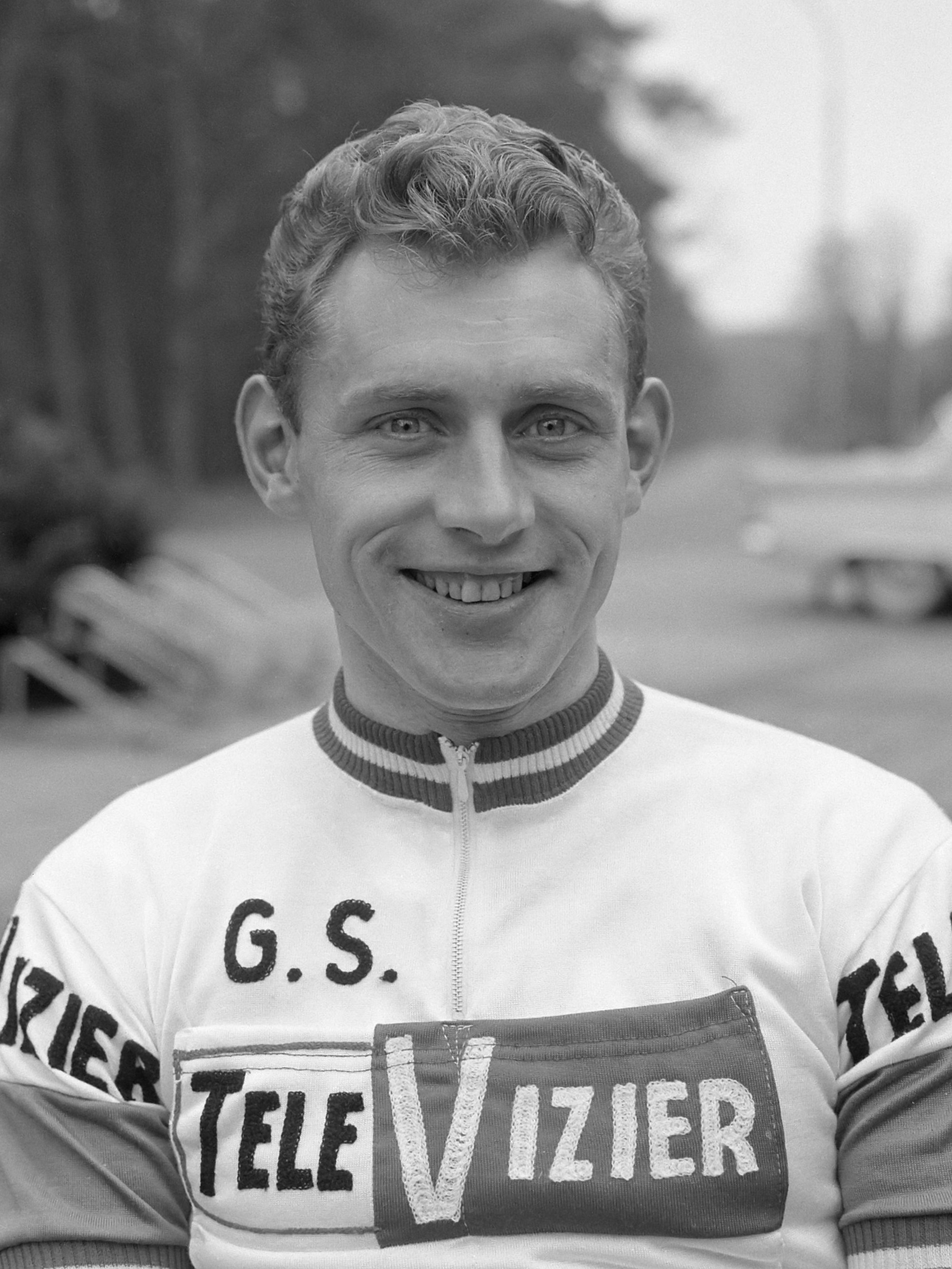
ヘンク・ネイダム／4月30日没

- 4月16日 - ミシェル・モンデセール（Michel Mondésert）、フランスのローマ・カトリック司祭（* 1916年）
- 4月16日 - 舟橋正輝、フジパングループ本社代表取締役会長兼フジパン代表取締役社長（* 1924年）
- 4月16日 - 田中正大、ホルン奏者、元武蔵野音楽大学教授（* 1938年）
- 4月16日 - センサク・ムアンスリン、タイの元プロボクサー、元WBC世界ジュニアウェルター級チャンピオン（* 1951年）
- 4月17日 -  アブデル・ムハンマド・ハリム（Abdel Mohamed Halim）、スーダン人のアフリカサッカー連盟元会長（* 1919年）
- 4月18日 - 大内力、経済学者、東京大学元教授（* 1918年）
- 4月18日 -  ウィリアム"ビル"オートン（William "Bill" Orton）、アメリカ合衆国の元下院議員（* 1948年）
- 4月19日 - イヴォン・ブールジュ（Yvon Bourges）、フランスの政治家、元国防大臣（* 1921年）
- 4月19日 - 岩田平太郎、薬理学学者、大阪大学名誉教授（* 1927年）
- 4月19日 - J・G・バラード、中国出身のイギリスのSF作家（* 1930年）
- 4月19日（遺体発見） - 岡本信、グループ・サウンズ『ザ・ジャガーズ』メインボーカリスト（* 1949年）
- 4月19日 - 荻原弘子、日本テレビ放送網編成局社員、元アナウンサー（* 1954年）
- 4月20日 - 銭令希（钱令希）、中華人民共和国の科学者（* 1916年）
- 4月20日 - テンギズ・グーダヴァ（Tengiz Gudava）、グルジアのジャーナリスト（* 1953年）
- 4月20日 - 清水由貴子、日本のタレント、女優、歌手（* 1959年）
- 4月20日 - フランコ・ロテラ（Franco Rotella）、イタリアのサッカー選手（* 1966年）
- 4月21日 - ノルベルト・エンゲル（Norbert Engel）、ドイツの政治家（* 1921年）
- 4月21日 - 李義根（이의근）、大韓民国の政治家（* 1938年）
- 4月21日 - 宮本裕太、日本のプロ野球選手【元新潟アルビレックスBC所属】（* 1985年）
- 4月21日 - アシュリー・ヘギ、カナダのプロジェリア症候群患者（* 1991年）
- 4月22日 - ジャック・カーディフ、イギリスの撮影監督・映画監督（* 1914年）
- 4月22日 - ケン・アナキン、英国：ヨークシャー出身のハリウッド映画監督（* 1914年）
- 4月22日 - 七田眞、教育学者（* 1914年）
- 4月22日 - マリリン・クーパー（Marilyn Cooper）、アメリカ合衆国の映画女優（* 1936年）
- 4月22日 - デイヴィッド・ケラーマン、アメリカ合衆国 連邦住宅金融抵当公庫元最高財務責任者（* 1967年）
- 4月23日 - 鎌田英夫、会計検査院元院長（* 1921年）
- 4月23日 - ティモシー・ライト（Timothy Wright） - アメリカ合衆国のゴスペルシンガー/牧師（* 1947年）
- 4月23日 - 浦田保利、能楽師（* 1929年）
- 4月23日 - 中丸忠雄、日本の俳優（* 1933年）
- 4月23日 - 林尚義（林尚义）、香港のサッカー評論家、俳優、元サッカー選手で、元サッカーチャイニーズタイペイ代表（* 1934年）
- 4月23日 - イヴァン・マドレー、英領ギアナ（現在のガイアナ）のクリケット選手（* 1934年）
- 4月24日 - オーヴィル・ハワード・フィリップス（Orville Howard Phillips）、カナダの元国会議員（* 1924年）
- 4月24日 - 藤井基男、卓球元選手、日本卓球協会専務理事（* 1932年）
- 4月24日 - ベルナルド・ハラー（Bernard Haller）、スイスのコメディアン（* 1933年）
- 4月24日 - 市川升壽、歌舞伎役者（* 1934年）
- 4月24日 - 青木純一郎、運動生理学学者、順天堂大学元副学長（* 1938年）
- 4月24日 - 齋賀富美子、日本の外交官、元駐ノルウェー日本大使、国際刑事裁判所裁判官（* 1943年）
- 4月25日 - ベアトリス・アーサー（Beatrice Arthur）、アメリカ合衆国のコメディエンヌ（* 1922年）
- 4月25日 - ピオトル・スウォニムスキ（Piotr Słonimski）、ポーランドの遺伝子学者（* 1922年）
- 4月26日 - 中川秀恭、元北海道教育大学/国際基督教大学/大妻女子大学学長（* 1907年）
- 4月26日 - フェローズ・カーン（Feroz Khan）、インドの俳優・映画監督（* 1939年）
- 4月26日 - レヴァン・ミケラーゼ、グルジアの外交官（* 1957年）
- 4月27日 - エドウィン・マクレラン、イギリスの日本文学研究者、イェール大学名誉教授（* 1925年）
- 4月27日 - カール・ミューレン（Karl Mullen）、アイルランドのラグビー選手（* 1926年）
- 4月27日 - エヴゲーニヤ・ミロシニチェンコ（Євгенія Мірошниченко）、ウクライナのオペラ歌手（* 1931年）
- 4月27日 - 小川薫、日本の実業家、総会屋（* 1937年）
- 4月27日 - 山田德兵衛、日本人形協会前会長（* 1939年）
- 4月27日 - グレグ・ペイジ、元プロボクシング選手、元WBA世界ヘビー級王者（* 1958年）
- 4月27日 - ウ・スンヨン（우승연）、韓国の女優（* 1983年）
- 4月27日 - ミロスラヴ・フィリップ、チェス選手（* 1928年）
- 4月28日 - イデア・ヴィラリーニョ（Idea Vilariño）、ウルグアイの詩人（* 1920年）
- 4月28日 - 粟津潔、グラフィックデザイナー（* 1929年）
- 4月28日 - バディ・ローズ、アメリカ合衆国のプロレスラー（* 1952年）
- 4月29日 - アレックス・リーズ（Alex Lees）、大英帝国の陸軍兵士、映画『大脱走』のモデル（* 1910年）
- 4月29日 - 久保田進、日本のお笑いタレント（サウンドコピー）（* 1941年）
- 4月29日 - 大塚和夫、人類学者、イスラーム研究者（* 1949年）
- 4月29日 - ステイナル・レム（Steinar Lem）、ノルウェーの文筆家（* 1951年）
- 4月30日 - ヘンク・ネイダム、オランダの自転車ロードレース選手（* 1935年）